# Casa del millón de años
Casa del millón de años es el nombre que recibieron varios templos del Imperio Nuevo de Egipto, construidos en la orilla occidental del Nilo a su paso por Tebas por faraones de las dinastías XVIII, XIX y XX.
Su objetivo era mantener un lugar para el culto del rey divinizado, asociado a Amón, la principal divinidad tebana de la época. El faraón se encontraba así aureolado de una estela divina y la función real se magnificaba y exaltaba. Al lado del templo había una zona para custodiar la barca de Amon, que efectuaba la visita a los templos durante la Hermosa Fiesta del Valle.
Una casa del millón de años no está destinada a servir de sepultura, en antiguo egipcio el término significa en realidad Fortaleza de millones de años; en principio, no se diferencia un templo funerario de un templo para el culto a los dioses: una vez muerto el faraón era considerado un dios y su templo, que lo llamaron Casa del millón de años, se construía para una divinidad. Hay que tener en cuenta que un templo era la vivienda de un dios, y no el lugar donde congregarse los fieles, pues su acceso les estaba vedado.

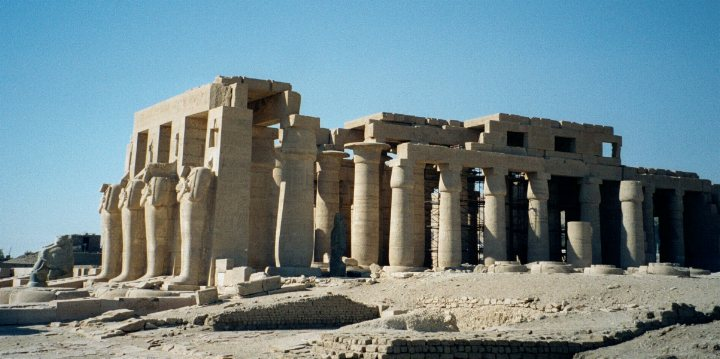
Restos del Ramesseum.

## Casas del millón de años
Salvo restos mal conservados, todos los templos funerarios que quedan corresponden a ciudades del Alto Egipto y de la época del Imperio Nuevo. Se diferencian de los precedentes porque incorporan patios, pilonos y capillas laterales, además de ser de un tamaño considerablemente mayor. 

### Mentuhotep II
La primera fue construida por Mentuhotep II (dinastía XI). Todavía permanece hoy en día, aunque alterada y ampliada por Hatshepsut y Thutmose III.

### Amenophium

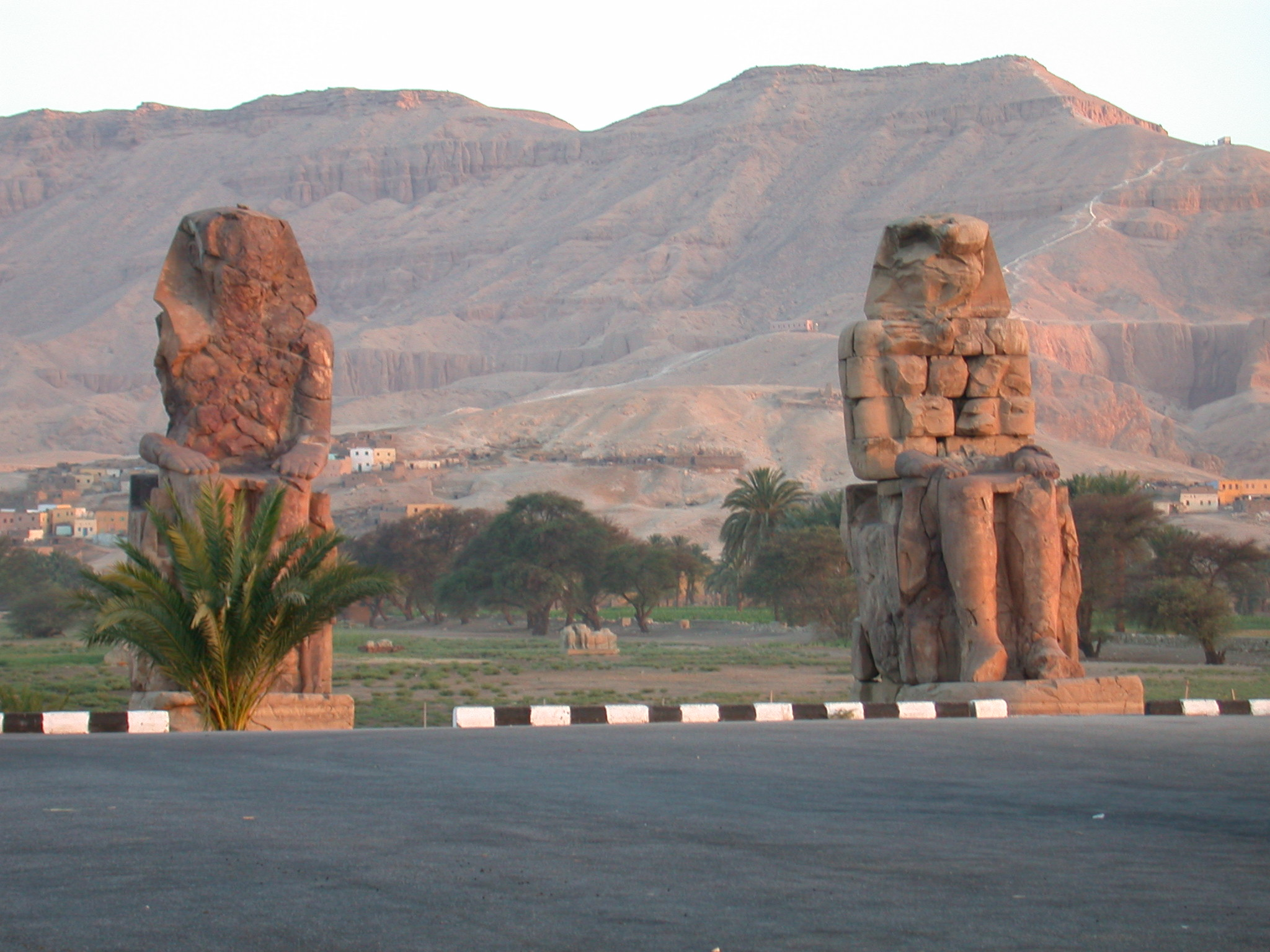
Los Colosos de Memnón, resto del Amenophium.

El Amenophium, «Neb-Maat-Ra al occidente de Tebas», fue erigido por Amenhotep III en Kom el-Hettan, frente a Luxor. Este templo era el más grande de todos las fortalezas de millones de años que hayan existido, abundando de estatuas colosales, patios y pilonos. Según Estrabón, fue destruido por una sacudida telúrica en el año 27 a. C., y no subsisten más que dos estatuas monumentales, los Colosos de Memnón, que adornaban la entrada colocados delante de un primer pilono de ladrillos. Estas dos estatuas representan al rey Amenhotep III, flanqueado a cada lado por dos reinas, a la derecha la gran esposa real Tiy y a la izquierda la reina madre Mutemuia.
El lugar está siendo excavado por una misión dirigida por Hourig Sourouzian. Las excavaciones han permitido reconstruir el plano del edificio, compuesto de tres pilonos precedidos cada uno de un par de estatuas colosales del rey cuya altura iban en disminución según se penetraba, para acentuar el efecto de perspectiva. Estos pilonos precedían a una sala hipóstila, antes del acceso al naos.
Durante la campaña de excavaciones 2006, se descubrieron cuarenta y dos estatuas de la diosa Sejmet. Estas estatuas, de una altura de cerca de dos metros y de un peso de cerca de 1,8 tonelada cada una, adornaban el perímetro de la sala hipóstila.

### Hatshepsut

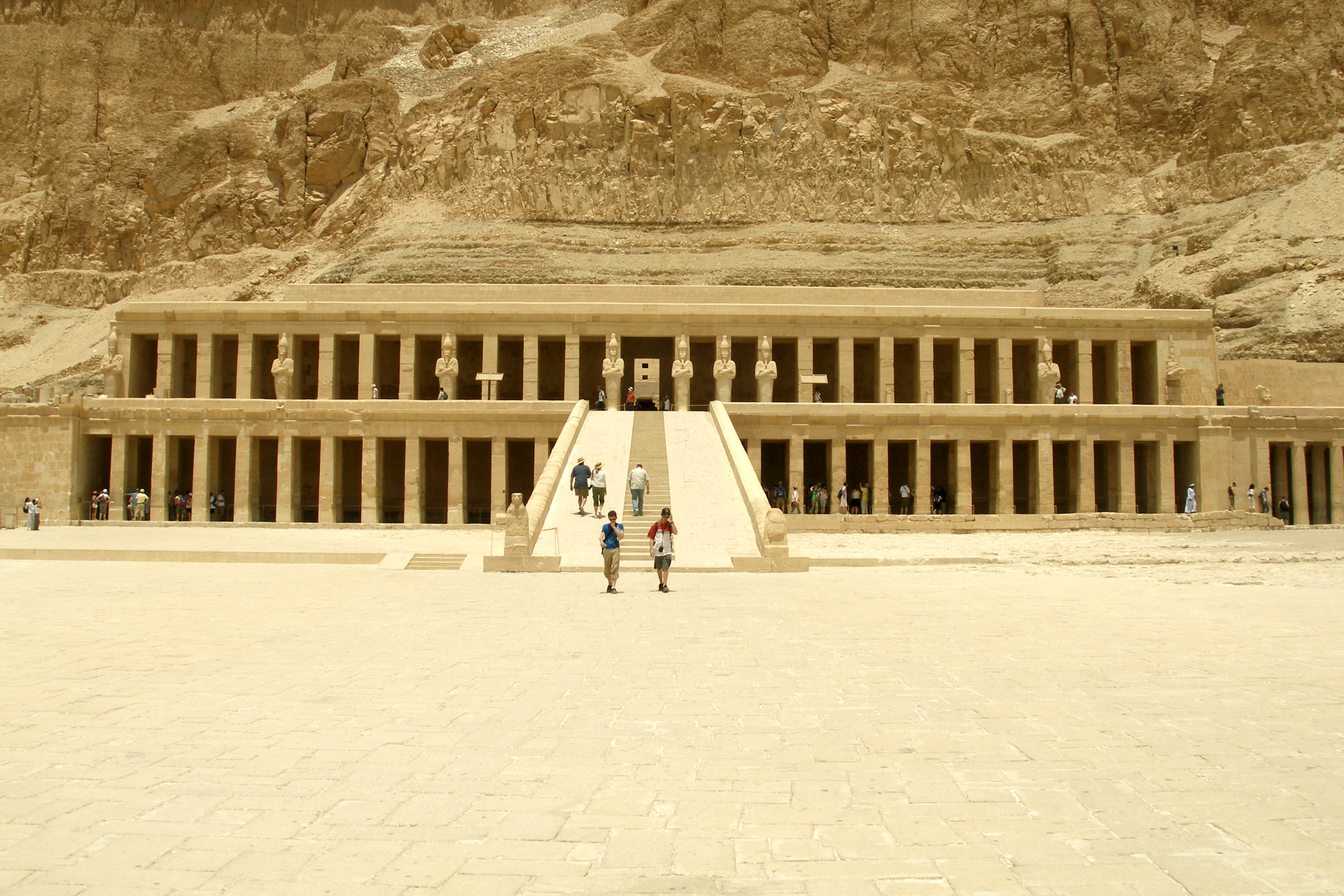
Templo de Hatshepsut en Deir el-Bahari.

En Deir el-Bahari se encuentra la Casa de Hatshepsut, construida junto al templo de Mentuhotep II (dinastía XI). Es el más monumental de los edificios construidos en el valle y único en su género en todo Egipto, que se distingue de otros porque está en parte excavado en la roca de la montaña a la cual se adosa, y se eleva sobre tres terrazas conectadas por rampas. Su implantación fue elegida por su alineación con los pilonos del templo de Amón en Karnak, en la orilla opuesta del Nilo. Para ello, se niveló el terreno, eliminando un santuario erigido por Amenhotep I.
La obra fue dirigida por el arquitecto Senenmut que, con un gusto diferente al usual y una gran mente libre, utilizó las terrazas naturales para integrar armoniosamente el edificio en el paisaje elevando patios superpuestos, rodeados en parte por columnatas, y unidos por las rampas de acceso. Sobre las terrazas desérticas, el arquitecto había creado jardines y plantado árboles de incienso traídos del país de Punt. Está dedicado a Amón, Anubis y Hathor (diosa del placer y protectora de las mujeres).
En la segunda terraza se encuentra a la izquierda la sala de Punt, a la derecha la sala del nacimiento dónde figuran representaciones de la reina creada por dios Amón, y al fondo las capillas de Anubis y Hathor. Las paredes se adornaban con escenas tratadas en un estilo elegante y sobrio, característica de este tiempo: las pinturas e inscripciones narran el nacimiento divino de la reina y la expedición que Hatshepsut organizó al país de Punt.
Entre el embarcadero, sito en un canal perpendicular al Nilo, y la puerta de entrada al templo, había un suntuoso dromos (avenida de esfinges) de 800 m de longitud con 120 esfinges de cuerpo de león, cuya cabeza era la de la reina adornada con el nemes. Hoy está completamente desaparecido.

### Seti I
La Casa del millón de años de Seti I estaba en Gurna y se llama «templo glorioso de Menmaatra Sethy en el reino de Amón que reside en el occidente de Tebas». Una parte está consagrada a su padre Ramsés I, muerto antes de haberse hecho construir su propio templo funerario; fue terminada por su hijo, Ramsés II.

### Ramesseum

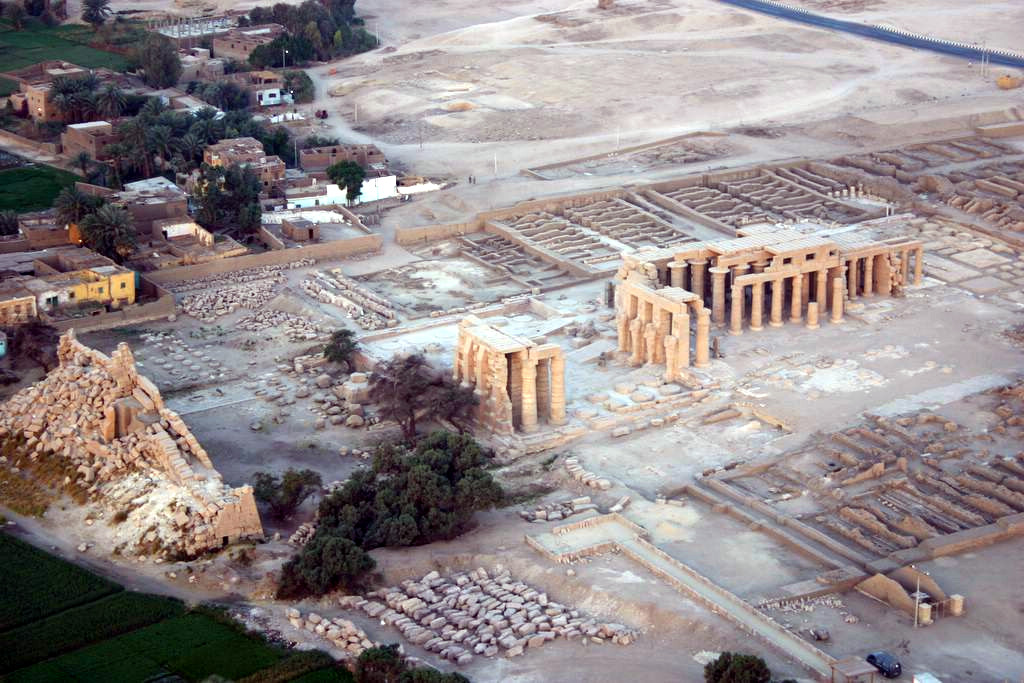
Vista aérea del Ramesseum: se ven los restos de los pilonos, las columnas de patios y santuarios, y los edificios secundarios.

La Casa de Ramsés II es el famoso Ramesseum (nombre otorgado por Champollion en 1829): es la «Casa del millón de años de Usermaatra Setepenra, que une la ciudad de Tebas con el reino de Amón». Entre otras, tiene una escena de la corregencia de Ramsés II y de su padre Seti: Ramsés es coronado por el dios Amón, ante quien está de rodillas con la diosa Mut tras él, mientras que el dios Jonsu y Seti I están detrás de Amón. La fortaleza fue construida por el arquitecto Penra y Diodoro de Sicilia afirma superaba a los demás templos de la época. Actualmente solo quedan las pilastras osiríacas ante la sala hipóstila y los fragmentos una estatua sedente de Ramsés II que se calcula que debía de tener 17 metros de altura y pesar más de mil toneladas. Diodoro de Sicilia no entendió el nombre del faraón, User-Maat-Ra, y escribió que la estatua representaba a Osymandiós.
Tiene una estructura clásica: el santuario de Ramsés sigue los cánones de la arquitectura de templos del Imperio Nuevo, orientado de noroeste a sureste, con dos pilonos de 68 metros de anchura. En el primer patio se encontraban los dos colosos sedentes del faraón Ramsés II, de los que sólo quedan fragmentos de la base y del torso de las mismas. 
El palacio real está la izquierda de este patio, y las estatuas del rey al fondo. Los restos del segundo patio incluyen la fachada interna del segundo pilono y una porción del pórtico de Osiris a la derecha. Al norte y adyacente a la sala hipostila hay un templo más pequeño, dedicado a su madre, Tuya. El complejo estaba rodeado por varios almacenes, graneros, talleres, y otros edificios auxiliares, algunos construidos posteriormente, incluso en época romana.

### Ramsés III

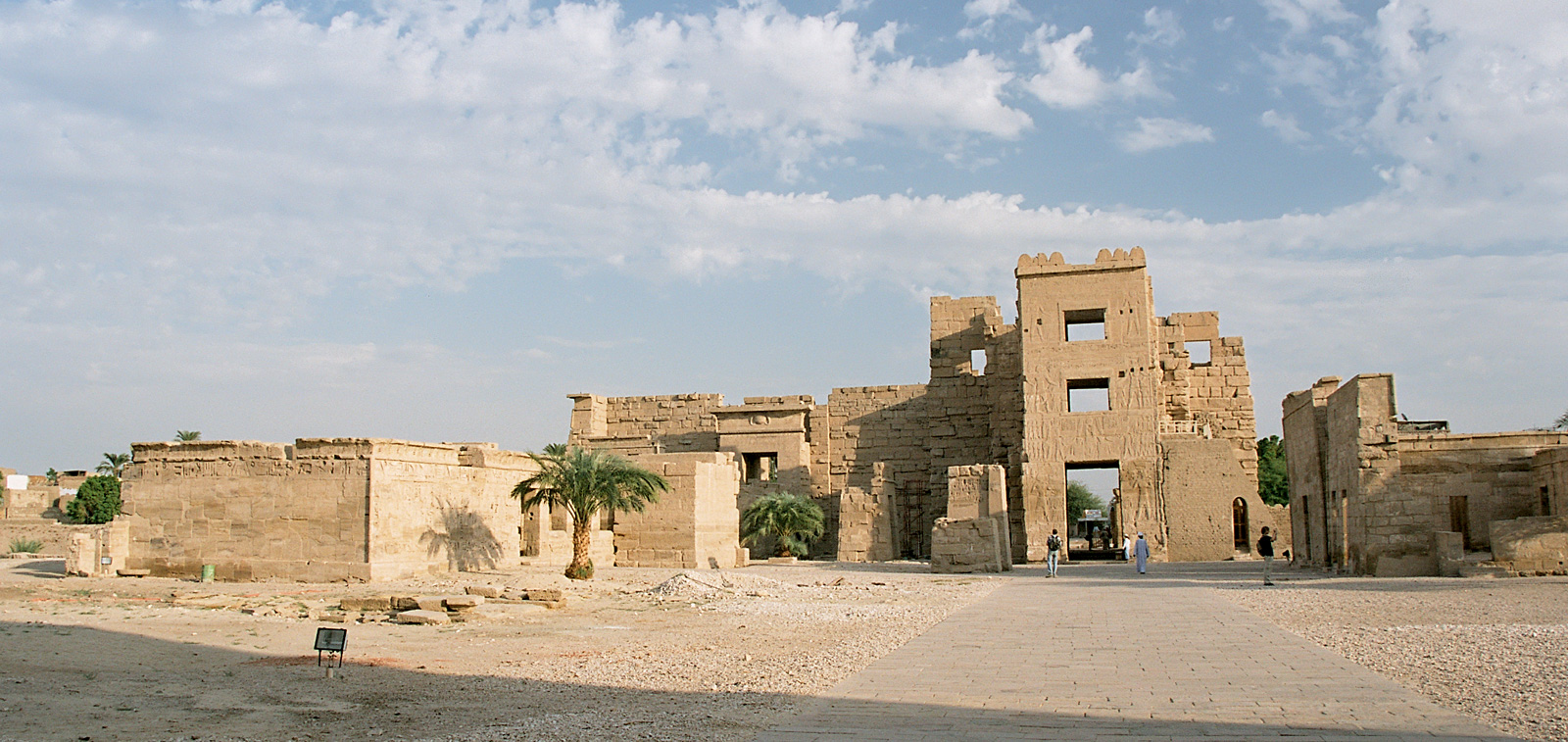
Medinet Habu: Templo de Ramsés III. Torre de acceso al recinto.

Más tarde, Ramsés III, en su intento de igualarse con su famoso predecesor se hace construir su Casa en Medinet Habu. Este templo es el ejemplo más desarrollado del arte monumental entre los Ramésidas. Diseñado siguiendo los cánones clásicos, a semejanza del Ramesseum, tiene unos ciento cincuenta metros de longitud, y se encuentra bastante bien conservado. En el interior, al sur, están las capillas de Amenirdis I, Shepenupet II y Nitocris I, las cuales tenían el título de Divinas Adoratrices de Amón durante la dinastía XXV. El conjunto se hallaba protegido por un muro de adobes, disponiendo la entrada del recinto una torre con dos accesos enfrentados, al este y oeste. Tras un pilono decorado con escenas de guerra, se accede al primer patio con pilastras osiríacas. Se suceden tres salas hipóstilas con sus pilonos antes del santuario central, en el que se encuentran dos estatuas del faraón, una con el dios Thot, y otra con Maat.
La entrada original era una gran puerta al este, el migdol, concebida sobre el modelo de las puertas de las fortalezas sirias. Al oeste del recinto, simétricamente al migdol, se encontraba un segundo acceso probablemente bajo la misma forma, pero del cual no subsiste más que las primeras bases.
El recinto incluía varias secciones que albergaban numerosos monumentos así como una verdadera ciudad destinada al personal del templo y el palacio del rey que lindaba con el templo principal. 